# Francesc Subiràs i Barra
Francesc Subiràs i Barra (Barcelona, segle xviii - Madrid, 1783) fou un matemàtic i físic català.
Germà de Josep Subiràs i Barra, va estudiar al Col·legi de Cordelles dels Jesuïtes, amb professors com Tomàs Cerdà, cèlebre matemàtic espanyol i jesuïta. Fou deixeble de Tomàs Cerdà, i amb un grup de condeixebles fundà el 1764 la Conferència Fisicomatemàtica Experimental, embrió de la Reial Acadèmia de Ciències i Arts de Barcelona, per suplir la manca d'ensenyament científic del seu temps, i en fou el primer president. A la RACAB seria acadèmic, catedràtic de física i director d'Àlgebra i Geometria els anys 1766, 1768 i 1769, essent de fet el seu president durant els primers anys, des del 1764 al 1766. El 1764 fou també nomenat professor de matemàtiques de la Reial Acadèmia de Belles Arts de San Fernando de Madrid, des d'on gestionà el títol de reial per a la Conferència, i li assegurà el beneplàcit oficial. El 1768 el comte de Ricla el nomenà director del Col·legi de Cordelles dels Jesuïtes, càrrec des del qual es proposà de recuperar la universitat per a Barcelona amb la col·laboració de les càtedres de la Conferència, proposant un pla d'estudis modern i científic, que no arribà a ser aplicat. El 1770 tornà a Madrid com a professor del Seminario de Nobles, i el 1783 fou nomenat comissari ordenador per a la qüestió dels límits entre les possessions americanes de Castella i Portugal. Morí abans d'emprendre el viatge. El 1772 va ser també admès com a acadèmic supernumerari a la Reial Acadèmia de la Història (RAH). En 1783 fou nomenat comissari de Límits a l'Amèrica meridional, missió que no arribaria a començar per morir abans.